# 1159
1159 (MCLIX) var ett normalår som började en torsdag i den julianska kalendern.

## Händelser

### September
- 7 september – Sedan Hadrianus IV har avlidit en vecka tidigare väljs Orlando Bandinelli till påve och tar namnet Alexander III. Samtidigt blir Ottaviano di Monticelli med stöd av Fredrik Barbarossa vald till motpåve och tar namnet Viktor IV.

### Okänt datum
- Kung Erik och hans hustru Kristina ångrar att man fördrivit munkarna från Varnhem och återupprättar därför klostret, men nu som dotterkloster till Alvastra.

## Födda
- Bernard Ato VI, vicomte av Nîmes och Agde.
- Bolesław av Kujavien, hertig av Kujavien.

## Avlidna
- 1 september – Hadrianus IV, född Nicholas Breakspear, påve sedan 1154.
- Bertha av Sulzbach, bysantinsk kejsarinna.